# Apocephalus setiventris
Apocephalus setiventris är en tvåvingeart som beskrevs av Borgmeier 1971. Apocephalus setiventris ingår i släktet Apocephalus och familjen puckelflugor. Inga underarter finns listade i Catalogue of Life.